# Arme irakiene de distrugere în masă

### Arme irakiene de distrugere în masă
Aceasta este o listă de arme chimice folosite de irakieni
| Loc                     | Armă folosită          | Data                     | Victime                         |
| ----------------------- | ---------------------- | ------------------------ | ------------------------------- |
| Haij Umran              | Iperită                | august 1983              | mai puțin de 100 iranieni/kurzi |
| Panjwin                 | Iperită                | octombrie–noiembrie 1983 | 3,001 iranieni/kurzi            |
| Insulele Majnoon Island | Gaz muștar (Iperită)   | februarie–martie 1984    | 2.500 iranieni                  |
| al-Basrah               | Tabun                  | martie 1984              | 50-100 iranieni                 |
| Hawizah Marsh           | Iperită & Tabun        | martie 1985              | 3.000 iranieni                  |
| al-Faw                  | Iperită & Tabun        | februarie 1986           | 8.000 -o 10.000 iranieni        |
| Um ar-Rasas             | Iperită                | decembrie 1986           | 1.000s iranieni                 |
| al-Basrah               | Iperită & Tabun        | aprilie 1987             | 5.000 iranieni                  |
| Sumar/Mehran            | Iperită & gaz de luptă | octombrie 1987           | 3.000 iranieni                  |
| Halabjah                | Iperită & gaz de luptă | martie 1988              | 7.000 iranieni/kurzi            |
| al-Faw                  | Iperită & gaz de luptă | aprilie 1988             | 1.000 iranieni                  |
| Fish Lake               | Iperită & gaz de luptă | mai 1988                 | 100 sau 1.000 iranieni          |
| Majnoon Islands         | Iperită & gaz de luptă | iunie 1988               | 100 sau 1.000 iranieni          |
| South-central border    | Iperită & gaz de luptă | iulie 1988               | 100 sau 1.000 iranieni          |
| Zona an-Najaf - Karbala | Gaz de luptă & CS      | martie 1991              | Necunoscut                      |

(Source:)
În Invazia Irakului din 2003 nu s-au folosit astfel de substanțe.